# Cueva de Osselle
La gruta de Osselle (del francés: Grotte d'Osselle) es una cueva de Francia que destaca por sus fenómenos geológicos,  por la variedad de cristalizaciones y coloraciones, y por sus tesoros históricos y prehistóricos. Está constituida por 15 salas y tiene unos 8 km de longitud y se encuentra cerca de Osselle, situada entre los departamentos de Doubs y Jura.

## Historia
Descubierta en el siglo XIII, la cueva de Osselle, que se visita desde el 1504, es, junto con la cueva de Antíparos en Grecia, la cueva más antigua turística y conocida.
El trayecto de visita se efectúa sobre caminos de cemento casi llanos. El intendente Moreau de Beaumont  hizo construir un puente que salvaba un río subterráneo en 1751.
La temperatura de la cueva  es constante y se eleva a 13 °C. La cueva de Osselle también es la necrópolis más importante del mundo  de oso de las cavernas que vivían hace 50.000 años (se han encontrado en la cueva entre 2.000 a 3.000 esqueletos).
Durante la revolución francesa sirvió de refugio a sacerdotes refractarios perseguidos y se puede ver allí todavía un altar de arcilla que utilizaban  ellos para leer la misa.

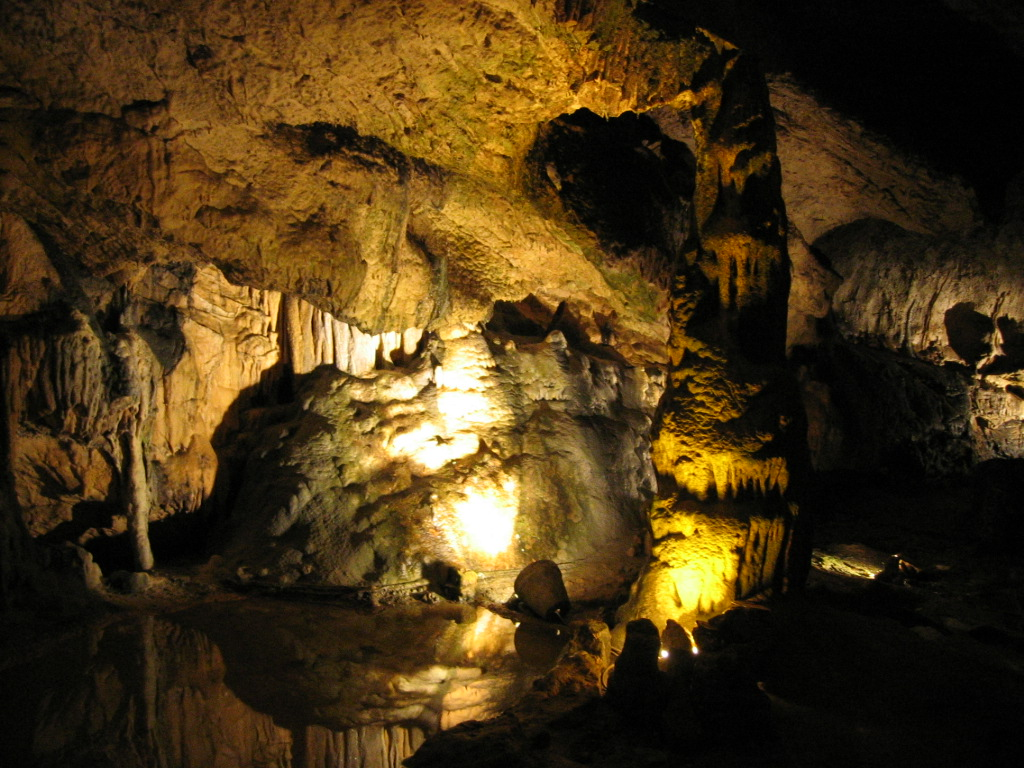
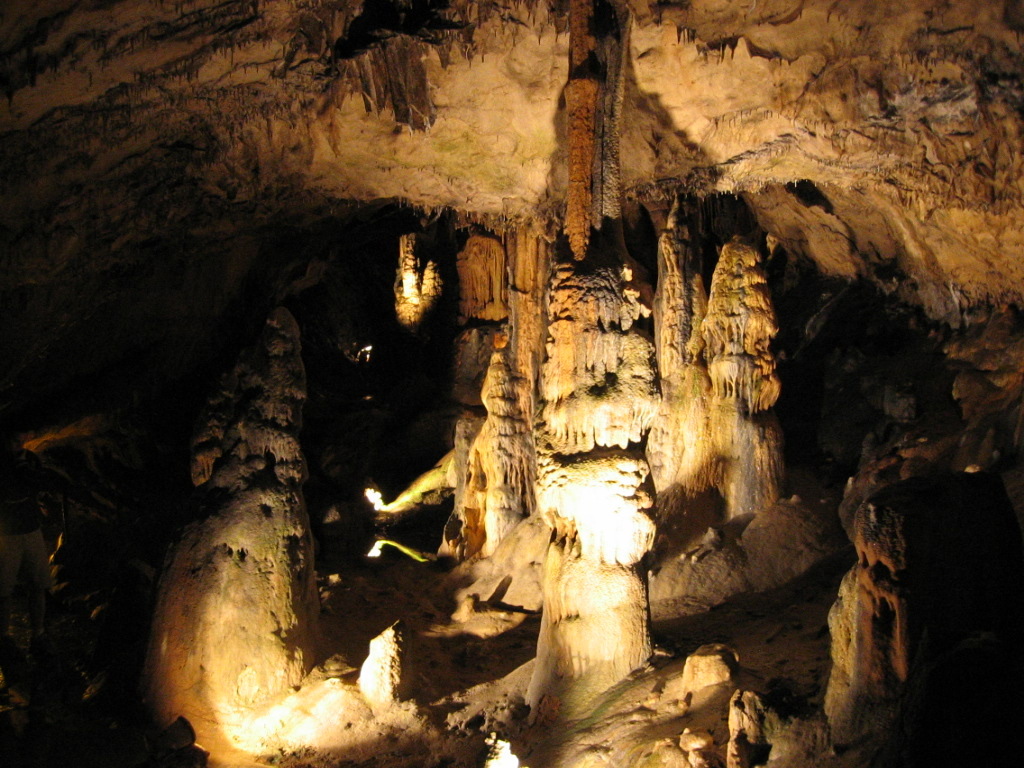
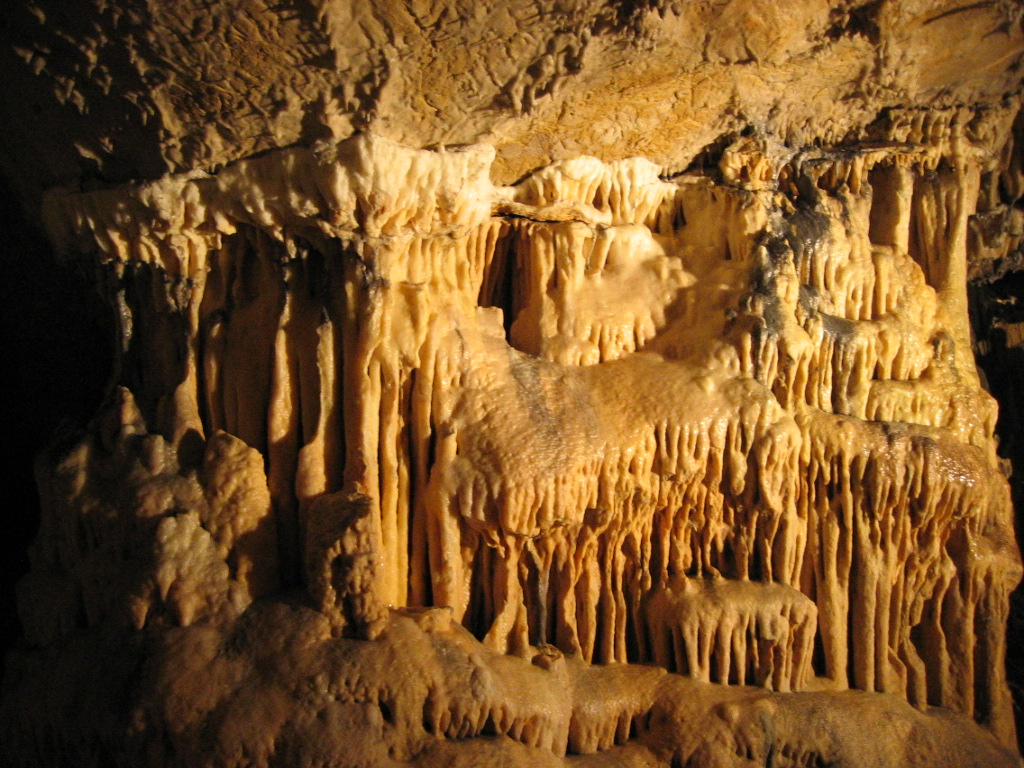
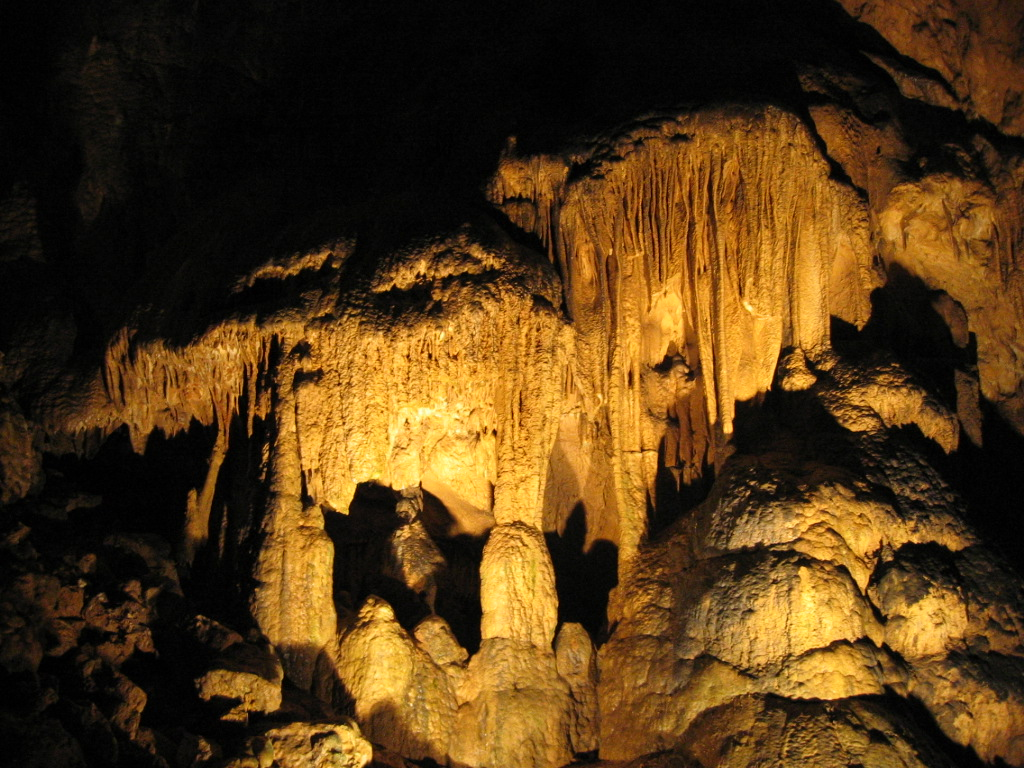
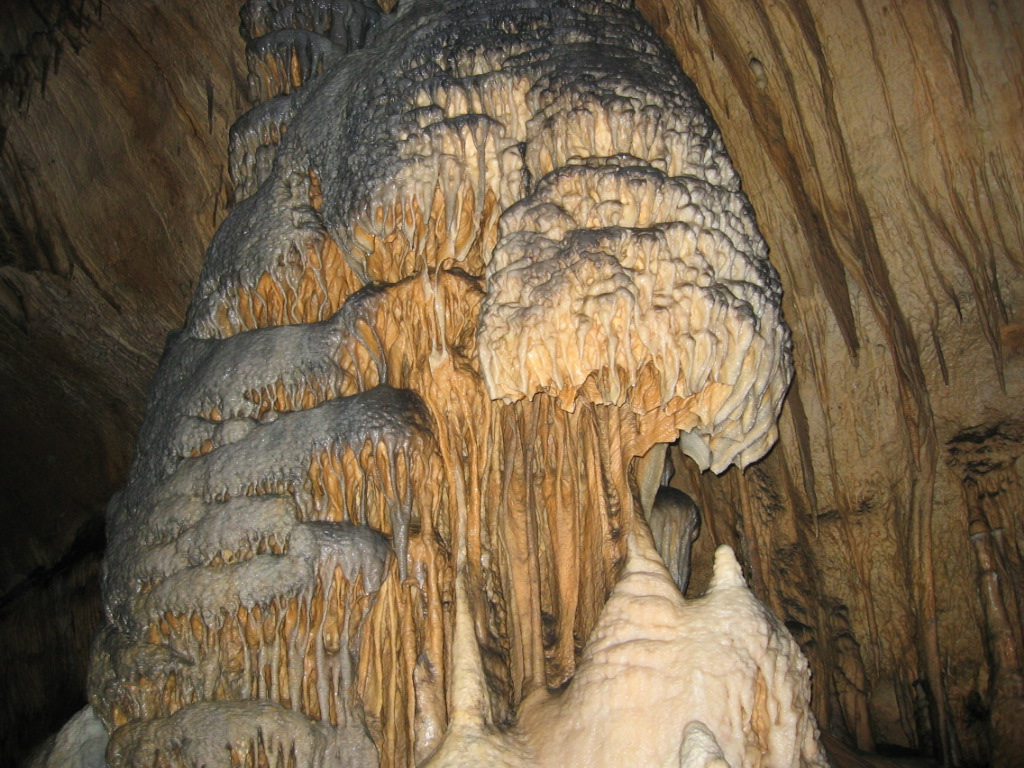

La longitud de las galerías sobrepasa hoy  los 8 km, de los cuales 1300 metros son visitables. En mayo de 1967, se descubría una galería virgen, de cerca de 400 metros, después de perforación de dos túneles en la roca. Está en curso de adaptación.